# 圣胡安德洛尔莫
圣胡安德洛尔莫，是西班牙卡斯蒂利亚-莱昂阿维拉省的一个市镇。总面积31平方公里，总人口155人（2001年），人口密度5人/平方公里。